# Cimon della Pala
Il Cimon della Pala (el Zimon in dialetto primierotto) è la cima più nota delle Pale di San Martino. Pur non essendo la vetta più alta del gruppo (la Vezzana risulta più alta di pochi metri), il suo spigolo slanciato domina il panorama visibile da Passo Rolle e da San Martino di Castrozza. È soprannominato il Cervino delle Dolomiti, per la sua somiglianza con la celebre cima delle Alpi Pennine.
I viaggiatori ed escursionisti inglesi Josiah Gilbert e George Cheetham Churchill videro nel 1862 un quadro raffigurante la montagna in una locanda e, restandone affascinati, vollero vederlo di persona. Nei successivi anni vi fu un afflusso di numerosi turisti, inizialmente per lo più stranieri, che si interessarono a tutta la catena delle Pale.
Fu conquistato per la prima volta nel 1870, salendo dal versante nord, dagli alpinisti inglesi Francis Fox Tuckett ed Edward Robson Whitwell, accompagnati dall'austriaco Santo Siorpaes (guida alpina di Cortina d'Ampezzo) e dallo svizzero Christian Lauener (guida alpina di Lauterbrunnen).

## Collocazione geografica
Il Cimon della Pala si trova nel comune di Primiero San Martino di Castrozza e fa da spartiacque tra la valle del Cismón e la valle del Travignolo.
È affiancato a Nord dalla Cima Vezzana, la più alta del gruppo. Tra le alte pareti verticali delle due cime, rivolto a nord, c'è il ripido ghiacciaio del Travignolo, da dove ha origine l'omonimo torrente, affluente dell'Avisio.

## Alpinismo

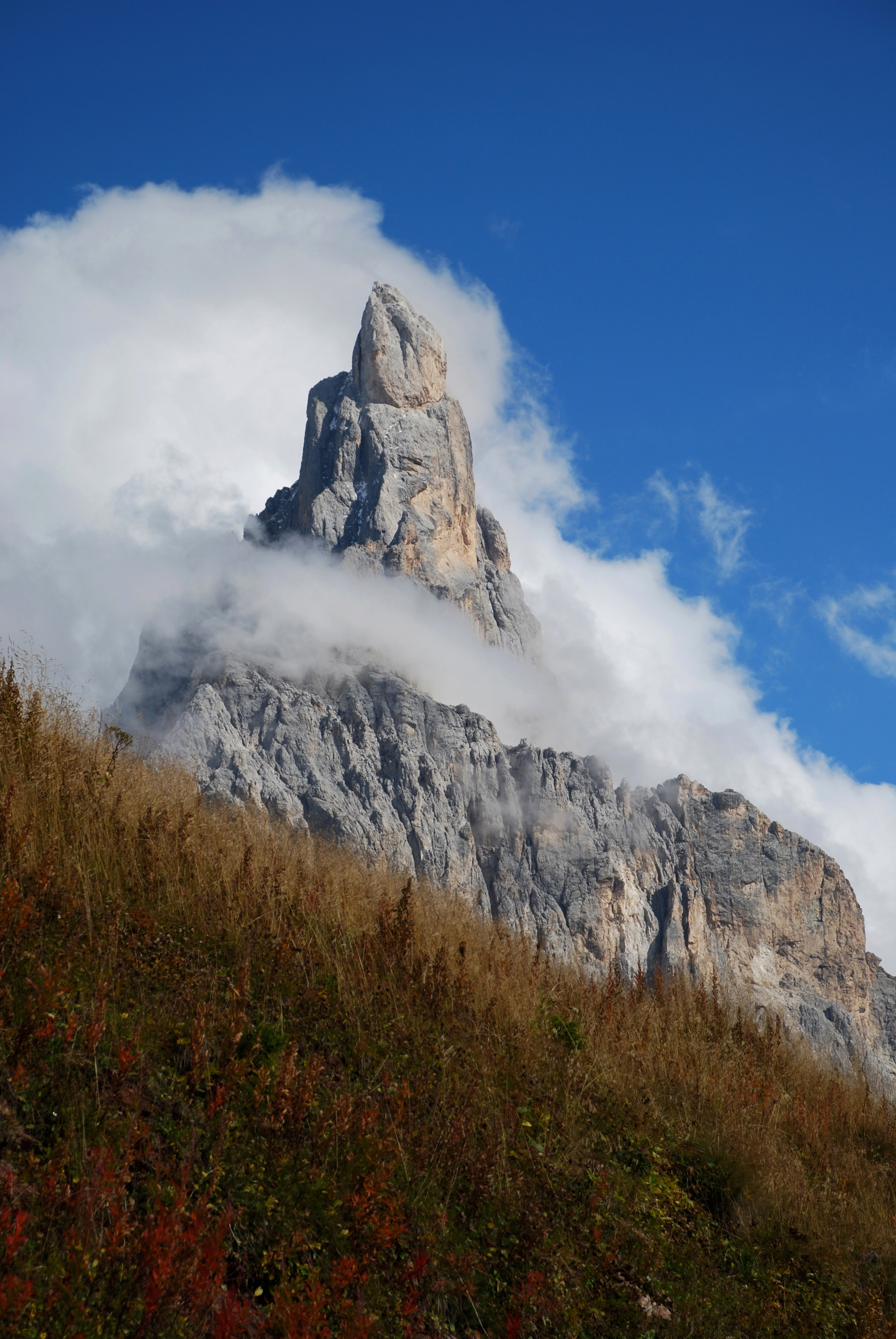
Il Cimon della Pala circondato dalle nuvole

Fu conquistata per la prima volta nel 1870, salendo dal versante nord, dagli alpinisti inglesi Francis Fox Tuckett ed Edward Robson Whitwell, accompagnati dall'austriaco Santo Siorpaes (guida alpina di Cortina d'Ampezzo) e dallo svizzero Christian Lauener (guida alpina di Lauterbrunnen).
L'attuale via normale fu aperta da Ludwig Darmstaedter accompagnato da Luigi Bernard e Johann Niederwieser nel 1889 dopo due tentativi falliti da parte sia di Paul Grohmann che di F. F. Tuckett ed è tutt'oggi una classica ascensione delle Pale di San Martino.
Nel 1893 fu la volta del lungo spigolo nord-ovest del Cimòn scalato da Gilberto Melzi e Giuseppe Zecchini, che aggirarono i vari tratti strapiombanti sul lato nord e si ricollegarono alla via dei primi salitori mediante delle traversate su cenge. Anche questo itinerario è divenuto classico negli anni successivi.
Il 1905 fu teatro di uno straordinario exploit, ancora oggi poco conosciuto: Georg Leuchs superò la grande parete sud-ovest del Cimòn da solo, trovando tutti i punti deboli della muraglia con grande intuito e superando difficoltà continue di IV e IV+.
Dopo la prima guerra mondiale, nel 1934, la parete sud-ovest fu salita dal forte alpinista bellunese Alvise Andrich accompagnato da Mary Varale e Furio Bianchet. Essi aprirono una via assai impegnativa di VI grado per delle fessure a sinistra della via Leuchs; Alvise Andrich fu proposto per la medaglia d'oro al valore atletico, che però gli fu negata. A questo fatto Mary Varale rispose al presidente del CONI con un'aspra lettera in cui criticò il criterio di assegnazione delle medaglie. L'anno successivo Joseph Bertl e Ludwig Kleisl aprirono una nuova difficile via di VI grado al centro della parete.
Dopo la Seconda Guerra Mondiale il Cimòn della Pala fu teatro di alcune altre nuove aperture, tra cui una diretta di Gabriele Franceschini a destra della via Leuchs (1950), due vie direttissime ad opera di elementi della Guardia di Finanza (Renato Reali, Danilo Busìn, Silvano Vinco e altri tra il 1963 e il 1968) ed una variante diretta allo spigolo nord-ovest che supera direttamente il "becco del Cimone" (Zeni, Rizzi e Gross nel 1957). Ma è nel 1995 che viene compiuta la più difficile ed importante realizzazione sulle pareti del Cimòn: Maurizio Zanolla detto "Manolo" apre la via El Marubio sul settore sinistro della parete, trovando difficoltà continue di IX+ (7c).

## Sentieri e vie d'accesso

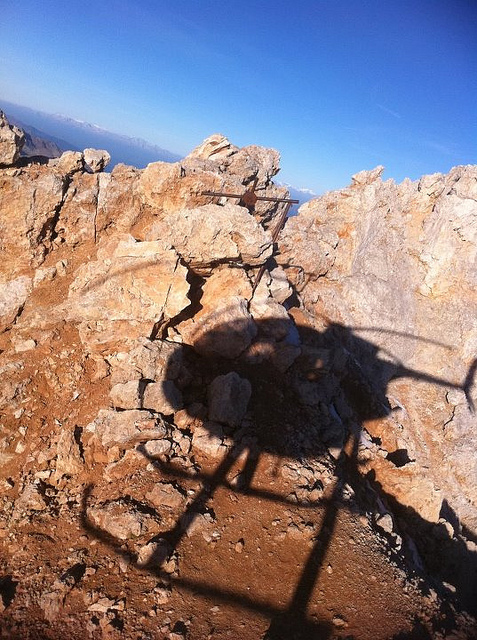
Foto della vetta

La cima è raggiungibile tramite un facile percorso di arrampicata, che richiede comunque una buona esperienza, chiamato "variante per la vetta". Questo parte dal bivacco Fiamme Gialle (3005 m s.l.m.), che è raggiungibile tramite la via ferrata Bolver-Lugli, tecnicamente non impegnativa, ma piuttosto faticosa, oppure da un facile sentiero dal Rifugio Rosetta attraverso il Passo Bettega.
La via attrezzata Bolver-Lugli venne realizzata dal gruppo di Guide alpine di San Martino di Castrozza (note nel mondo alpinistico come le Aquile di San Martino) per celebrare il centenario della conquista della vetta (1870-1970)
Nonostante la fama della montagna, le vie del Cimòn della Pala non sono mai divenute molto famose ed oltre alla via normale le più frequentate sono:
- Spigolo nord-ovest: un tempo classica ascensione sovente ripetuta, ha recentemente perso interesse e viene percorsa solo saltuariamente, supera la grande cresta che scende verso la Baita Segantini al Passo Rolle. Lo zoccolo iniziale dello spigolo viene normalmente evitato per cengia sul versante sud (450 m, III e IV). È possibile, giunti sotto l'ultimo appicco, effettuare la variante diretta per il "becco del Cimone" aumentando le difficoltà della via (130 m fino al VI e A1).
- Via dei bellunesi: sale a sinistra della via Leuchs con la quale ha in comune le prime lunghezze. Si tratta di una notevole realizzazione di Alvise Andrich negli anni trenta che ha incontrato il favore di alcuni ripetitori; presenta un'arrampicata di 550 metri con difficoltà fino al VI nel tratto chiave.
- Direttissima delle Fiamme Gialle: si svolge completamente a sinistra delle vie precedenti e conta qualche ripetizione. Aperta con largo impiego di mezzi artificiali viene ripetuta adesso anche in libera. Si sviluppa per 580 metri con difficoltà di VI e A2 (fino al VII in libera).

## Araldica

Lo stemma della Guardia di Finanza, raffigurante il Cimon della Pala

Il Cimon della Pala è rappresentato nello stemma araldico della Guardia di Finanza, della quale è simbolo.